# Ernst Nolte
Ernst Nolte (ur. 11 stycznia 1923 w Witten, zm. 18 sierpnia 2016 w Berlinie) – niemiecki historyk, badacz dwudziestowiecznych totalitaryzmów. Był profesorem i wykładowcą na Freie Universität w Berlinie.
Jego najbardziej znaną książką jest Faschismus in seiner Epoche (1963), w której przeprowadził analizę związków między włoskim faszyzmem, przedwojenną francuską skrajną prawicą i narodowym socjalizmem.
W latach 1986–1987 między historykami toczył się spór, wywołany przez jego twierdzenia o hitleryzmie jako obronnej reakcji na komunizm. Kontrowersje wywołały również jego późniejsze opinie dotyczące holocaustu (twierdził on, że hitlerowski antysemityzm miał swoje racjonalne jądro związane z zaangażowaniem wielu Żydów w komunizm).
Kwestia korzeni dwudziestowiecznych totalitaryzmów stała się także przedmiotem jego sporu z francuskim historykiem François Furetem.